# Coppa del Re 2025 (pallacanestro maschile)
La Coppa del Re 2025 è l'89ª Coppa del Re di pallacanestro maschile.

## Squadre
Le squadre qualificate sono le prime otto classificate al termine del girone di andata della Liga ACB 2024-2025. 
1. Unicaja Málaga
2. Real Madrid
3. Valencia Basket
4. La Laguna Tenerife

1. Joventut Badalona
2. Baxi Manresa
3. Dreamland Gran Canaria
4. Barcelona

## Tabellone
|  | Quarti di finale  | Quarti di finale  | Quarti di finale  |                   |             | Semifinale  | Semifinale | Semifinale |  |  | Finale | Finale | Finale |  |
|  |                   |                   |                   |                   |             |             |            |            |  |  |        |        |        |  |
|  | Málaga            | Málaga            | 100               |                   |             |             |            |            |  |  |        |        |        |  |
|  | Málaga            | Málaga            | 100               |                   |             |             |            |            |  |  |        |        |        |  |
|  | Joventut Badalona | Joventut Badalona | 83                |                   |             |             |            |            |  |  |        |        |        |  |
|  | Joventut Badalona | Joventut Badalona | 83                |                   | Málaga      | Málaga      | 90         |            |  |  |        |        |        |  |
|  |                   |                   |                   |                   | Málaga      | Málaga      | 90         |            |  |  |        |        |        |  |
|  |                   |                   | Canarias Tenerife | Canarias Tenerife | 83          |             |            |            |  |  |        |        |        |  |
|  | Canarias Tenerife | Canarias Tenerife | Canarias Tenerife | Canarias Tenerife | 83          | 91          |            |            |  |  |        |        |        |  |
|  | Canarias Tenerife | Canarias Tenerife |                   |                   |             |             |            |            |  |  |        |        |        |  |
|  | Barcellona        | Barcellona        | 86                |                   |             |             |            |            |  |  |        |        |        |  |
|  | Barcellona        | Barcellona        | 86                |                   | Málaga      | Málaga      | 93         |            |  |  |        |        |        |  |
|  |                   |                   |                   |                   |             |             |            |            |  |  |        |        |        |  |
|  |                   |                   | Real Madrid       | Real Madrid       | 79          |             |            |            |  |  |        |        |        |  |
|  | Real Madrid       | Real Madrid       | Real Madrid       | Real Madrid       | 79          | 92          |            |            |  |  |        |        |        |  |
|  | Real Madrid       | Real Madrid       |                   |                   |             |             |            |            |  |  |        |        |        |  |
|  | Manresa           | Manresa           | 69                |                   |             |             |            |            |  |  |        |        |        |  |
|  | Manresa           | Manresa           | 69                |                   | Real Madrid | Real Madrid | 80         |            |  |  |        |        |        |  |
|  |                   |                   |                   |                   | Real Madrid | Real Madrid | 80         |            |  |  |        |        |        |  |
|  |                   |                   | Gran Canaria      | Gran Canaria      | 63          |             |            |            |  |  |        |        |        |  |
|  | Gran Canaria      | Gran Canaria      | Gran Canaria      | Gran Canaria      | 63          | 79          |            |            |  |  |        |        |        |  |
|  | Gran Canaria      | Gran Canaria      |                   |                   |             |             |            |            |  |  |        |        |        |  |
|  | Valencia          | Valencia          | 65                |                   |             |             |            |            |  |  |        |        |        |  |

## Quarti di finale
| Arbitri: | Juan Carlos García González Martin Caballero Rafael Serrano |

|               |            |                    |
| Osetkowski 18 | Punti      | 23 Dekker          |
| Perry 9       | Assist     | 3 Robertson, Tomić |
| Osetkowski 7  | Rimbalzi   | 5 Hanga            |
| Ibon Navarro  | Allenatori | Daniel Miret       |

| Arbitri: | Emilio Pérez Pizarro Carlos Cortés Iyán González |

|                |            |                |
| Huertas 22     | Punti      | 17 Satoranský  |
| Fitipaldo 7    | Assist     | 7 Satoranský   |
| Huertas 6      | Rimbalzi   | 6 Fall, Parra  |
| Txus Vidorreta | Allenatori | Joan Peñarroya |

| Arbitri: | Carlos Peruga Jordi Aliaga Alfonso Olivares |

|            |            |              |
| Hezonja 24 | Punti      | 17 Alston    |
| Llull 4    | Assist     | 4 Obasohan   |
| Musa 8     | Rimbalzi   | 9 Massa      |
| Chus Mateo | Allenatori | Diego Ocampo |

| Arbitri: | Antonio Conde Óscar Perea Arnau Padrós |

|              |            |                |
| Tobey 19     | Punti      | 15 Montero     |
| Albicy 7     | Assist     | 3 Jones        |
| Tobey 7      | Rimbalzi   | 9 Costello     |
| Jaka Lakovič | Allenatori | Pedro Martínez |

## Semifinali
| Arbitri: | Juan Carlos García González Rafael Serrano Alfonso Olivares |

|                  |            |                         |
| Sima 21          | Punti      | 18 Huertas              |
| Díaz 6           | Assist     | 5 Fitipaldo, Shermadini |
| Barreiro, Sima 8 | Rimbalzi   | 7 Shermadini            |
| Ibon Navarro     | Allenatori | Txus Vidorreta          |

| Arbitri: | Antonio Conde Fernando Calatrava Arnau Padros |

|              |            |            |
| Homesley 15  | Punti      | 14 Hezonja |
| Homesley 5   | Assist     | 7 Campazzo |
| Salvó 8      | Rimbalzi   | 11 Tavares |
| Jaka Lakovič | Allenatori | Chus Mateo |

## Finale
| Arbitri: | Emilio Pérez Pizarro Óscar Perea Jordi Aliaga |

| |            | |
| Perry 27 | Punti      | 14 Campazzo, Llull |
| Perry 6 | Assist     | 5 Campazzo |
| Taylor 8 | Rimbalzi   | 6 Campazzo, Tavares |
| 1 Osetkowski • 4 Kalinoski • 6 Taylor • 55 Perry • 77 Sima 0 Pérez • 2 Balcerowski • 7 Barreiro • 9 Díaz • 11 Carter • 14 Đedović • 45 Kravish | Formazioni | 6 Abalde • 7 Campazzo • 13 Musa • 22 Tavares • 30 Ndiaye 9 González • 11 Hezonja • 16 Garuba • 18 Ibaka • 20 Fernando • 23 Llull • 24 Feliz |
| Ibon Navarro | Allenatori | Chus Mateo |